# گلونقطه‌ای کوهپایه
گلونقطه‌ای کوهپایه‌ (نام علمی: Epinecrophylla spodionota)، که در گذشته مورچه‌گیرک کوهپایه نامیده می‌شد، گونه‌ای از پرندگان در زیرتیرهٔ Thamnophilinae از تیرهٔ مورچه‌مرغان (Thamnophilidae) «نمادین» است که در کلمبیا، اکوادور و پرو یافت می‌شود.
گلونقطه‌ای کوهپایه دارای دو زیرگونه است، زیرگونه نمادین E. s. spodionota (Sclater & Salvin, 1880) و E.s. sororia (فون برلپش و استولزمن، 1894).